# Masdevallia wageneriana
Masdevallia wageneriana es una especie de orquídea epífita originaria del sur de Ecuador al norte de Perú.

## Descripción
Es una especie de orquídea de un tamaño pequeño, con pelo insertado, epífita, con delgados y erectos ramicaules, basalmente envueltos por 2 a 3 vainas tubulares. Tiene una sola hoja apical, elíptica, peciolada, suberectos y coriácea de color verde oscuro. Florece en la primavera, verano y otoño con una inflorescencia delgada de 5  cm de largo, con flores simples  con una bráctea en la base y una bráctea tubular floral que se encuentra en medio de las hojas.

## Distribución y hábitat
Se encuentra en Venezuela y crece en lugares frescos y agradables  en alturas de 1100 a 1800 metros.